# Ruth Roman
Ruth Roman, nascuda amb el nom de Norma Roman (Lynn, Massachusetts, 22 de desembre de 1922 − Laguna Beach, Califòrnia, 9 de setembre de 1999) va ser una actriu de cinema estatunidenca. Un dels seus papers més memorables va ser a la pel·lícula d'Alfred Hitchcock, Strangers on a Train.
Provenia d'una família d'immigrants de Lituània. Es va casar tres vegades i va tenir un fill, Richard, amb el seu primer marit, Mortimer Hall.
El juliol de 1956, en el seu viatge a Europa amb el seu marit i el seu fill, van embarcar al SS Andrea Doria per tornar als Estats Units. El 25 de juliol l'Andrea Doria xocà amb el vaixell suec de passatgers MS Stockholm. Ruth va ser rescatada junt amb els altres 750 passatgers que van sobreviure pel vaixell francès SS Ile de France. Richard va ser rescatat pel vaixell Stockholm i ells es van reunir a Nova York.

## Filmografia parcial
- Jungle Queen (1945)
- Good Sam (1948)
- Champion (1949)
- The Window (1949)
- Beyond the Forest (1949)
- Barricade (1950)
- Colt .45 (1950)
- Three Secrets (1950)
- Dallas, ciutat fronterera (Dallas) (1950)
- Lightning Strikes Twice (1951)
- Estranys en un tren (Strangers on a Train) (1951)
- Tomorrow Is Another Day (1951)
- Starlift (1951)
- Invitation (1952)
- Mara Maru (1952)
- Young Man with Ideas (1952)
- Blowing Wild (1953)
- Tanganyika (1954)
- The Shanghai Story (1954)
- The Far Country (1954)
- Down Three Dark Streets (1954)
- The Bottom of the Bottle (1956)
- Una pistola a l'alba (Great Day in the Morning) (1956)
- Rebel in Town (1956)
- 5 Steps to Danger (1957)
- Amère victoire (1957)
- Desert Desperadoes (1959)
- Look in Any Window (1961)
- Love Has Many Faces (1965)
- The Baby (1973)
- The Killing Kind (1973)
- Impulse (1974)
- The Sacketts (1979)

## Premis i nominacions
Nominacions
- 1950: Globus d'Or a la millor nova promesa femenina per Champion